# Lauxania clypeata
Lauxania clypeata är en tvåvingeart som beskrevs av Friedrich Hermann Loew 1862. Lauxania clypeata ingår i släktet Lauxania och familjen lövflugor. Inga underarter finns listade i Catalogue of Life.